# Live in Australia (album Eltona Johna)
Live in Australia with the Melbourne Symphony Orchestra – koncertowy album Eltona Johna oraz gościnnie występującej Orkiestry Symfonicznej Melbourne, zarejestrowany w  Sydney Entertainment Centre 14 grudnia 1986, a wydany w czerwcu 1987. Zawiera większość utworów z części 2 koncertu, bez zagranych w części 1 Saturday Night's Alright for Fighting, Carla/Etude, Cold as Christmas (In the Middle of the Year), Slow Rivers i jest ostatnim nagranym przed operacją strun głosowych, która odbyła się 5 stycznia 1987 w szpitalu w Australii. Mimo że głos artysty załamywał się, koncert i płytę uznaje się za bardzo dobre.

## Trasa koncertowa
W sierpniu 1986 podczas trasy po Stanach Zjednoczonych Eltona zaczęły nękać problemy głosowe. Pomimo to nie wykreślił z planu 27 zaplanowanych koncertów w Australii pod koniec roku. W czasie tych wystąpień było w planach dokonanie nagrania w Sydney nowego albumu koncertowego, a także ogólnoświatowa transmisja satelitarna z tego samego miasta. Australijska trasa rozpoczęła się w Brisbane. Głos Eltona był wówczas w dobrej formie, lecz pod koniec pierwszego tygodnia, pianista stracił go całkowicie, co zmusiło go do kontaktowania się z resztą współpracowników za pomocą pisma. Lekarz zalecił muzykowi nieużywanie głosu tak długo, jak to tylko możliwe. Dzięki temu koncerty mogły być kontynuowane, gdyż John po pewnym czasie odzyskał głos. Koncert w Sydney był ostatnim z całej serii. Koncerty składały się z dwóch części: podczas pierwszej na senie był obecny trzynastoosobowy zespół i Elton John ubrany w pełne przepychu, nietypowe stroje, m.in.: Mohikanina czy wycekinowane marynarki oraz peruki w stylu Tiny Turner. Podczas drugiej części na scenie poza przebranym za Mozarta Eltonem i zespołem, obecny był 88 osobowy skład Melbourne Symphony Orchestra. Na koncercie, który słyszymy, w nagraniu wzięło udział 11 tys. ludzi, a transmisja telewizyjna dotarła do 10 mln.

## Utwory
1. „Sixty Years On” – 5:41
2. „I Need You to Turn To” – 3:14
3. „The Greatest Discovery” – 4:09
4. „Tonight” – 7:44
5. „Sorry Seems to Be the Hardest Word” – 3:58
6. „The King Must Die” – 5:21
7. „Take Me to the Pilot” – 4:22
8. „Tiny Dancer” – 6:36
9. „Have Mercy on the Criminal” – 5:50
10. „Madman Across the Water” – 6:38
11. „Candle in the Wind” – 4:10
12. „Burn Down the Mission” – 5:49
13. „Your Song” – 4:04
14. „Don't Let the Sun Go Down on Me” – 6:03